# Skokuni
Skokuni (Collembola), rasprostranjeni red člankonožaca iz razreda unutarčeljusnika (Entognatha) koji žive u svim mogućim geografskim i klimatskim uvjetima, od australskih pustinja pa do snjegova visokih Himalaja i na Antarktiku. Prilagodili su se životu na tlu, drveću, špiljama, kopnu, vodenim površinama, snijegu i ledu. Slični su ali manji od kukaca s kojima zajedno pripadaju u heksapode ili šesteronošce.
Tijelo im je kratko, svega nekoliko milimetara dugo (najčešće 1 i 5 mm.), Najmanji među njima dug je svega 0,12 mm, a nejveći 17 mm. Oči su im slabo razvijene ili ih uopće nemaju, a neki od njih dišu pomoću traheja što je svojstveno kukcima. Svojstveno im je i to što zadak ima 6 kolutića i razvijenu furku, poseban organ koji im služi za skakanje u bijegu pred grabežljivcima. Skokuni, po čemu su i dobili ime mogu preskočiti nekoliko stotina puta svoju visinu što ih čini jednima od najboljih skakača u životinjskom svijetu.
Skokuni su svežderi, hrane se mikroorganizmima i tvarima različitog porijekla koje se raspadaju stvarajući na taj način humus. Glavni neprijatelji su im kornjaši, strige, lažipauci, grinje, lažištipavci i pauci.

## Skokuni u Hrvatskoj
U Hrvatskoj postoji više od stotinu vrsta skokuna: Typhlogastrura topali (Loksa & Bogojević 1967), iz dvije špilje kod Dubrovnika; Pseudosinella dallaii Gisin & da Gama 1970 koja je poznata samo iz špilje Veternice na Medvednici; Tritomurus scutellatus Frauenfeld, 1854; Pseudosinella heteromurina (Stach, 1930); Onychiurus glebatus (Gisin 1952).

## Skokuni s Antarktike
Prvi zapisi o skokunima na Antarktici potječu od 26. siječnja 1898., na otoku Auguste u prolazu Gerlache, kada su otkrivene vrste, Achorutoides antarcticus, Cryptopygus antarcticus i Isotoma octo-ocuata. U studenom 1899. dr. Klovstäd otkrio je na planinskom masivu Geikie Ridge u regiji Victoria Land vrstu koja je po njemu prozvana Isotoma klovstadi. Otkrića su se nastavila i kasnije.

## Nadporodice
- Actaletoidea
- Dicyrtomoidea
- Entomobryoidea
- Hypogastruroidea
- Isotomoidea
- Katiannoidea
- Neanuroidea
- Onychiuroidea
- Poduroidea
- Sminthurididoidea
- Sminthuroidea
- Tomoceroidea